# M. Agejev
M. Agejev är pseudonym för ryskspråkig författare som numera anses tillhöra Mark Lazarevitj Levi (ryska: Марк Лазаревич Леви), född 8 augusti 1898 i Moskva, död 5 augusti 1973 i Jerevan. Det har rådit osäkerhet om vem som döljer sig bakom pseudonymen och det har även hävdats att det skulle vara Vladimir Nabokov, men detta har avvisats av Nabokovs familj. 
Manuskriptet till Agejevs enda roman, Roman med kokain (Roman s kokainom), skickades från Istanbul till en ryskspråkig tidskrift i Paris där utdrag ur den också publicerades. Romanen gavs ut i sin helhet 1936. De övertygande beskrivningarna av kokainrus som förekommer i romanen har också lett till antaganden om att Agejev själv använde drogen. Agejevs roman glömdes snart bort efter publiceringen men återupptäcktes på 1980-talet, då den översattes till bland annat svenska (1986). 
Roman med kokain återger vad som sägs vara ett upphittat manuskript med titeln "Burkevits vägrade", skrivet av en Vadim Maslennikov. Här berättar Vadim, 16 år gammal när romanen börjar, om sitt liv. Vadim är faderlös och lever under relativt fattiga förhållanden med sin mor i Moskva under 1910-talet. Ryssland är i krig och genomgår sedan en revolution, men inget av detta märks det mycket av i romanen, som istället koncentreras på Vadims skolförhållanden, kärleksaffärer och senare också hans missbruk av kokain. Vadims förhållande till modern är närmast hatiskt. Också hans förhållande till kvinnor i allmänhet är komplicerat och även om han har förmågan att erfara kärlek är hans attityd gentemot kvinnor cynisk, som till exempel när han medvetet smittar en flicka med syfilis. 
Efter att ha prövat kokain en gång fastnar Vadim så i ett missbruk. För att få pengar till drogen stjäl han av modern, vilket driver henne till självmord. Vadim går ner sig i missbruket, och när så den ryska revolutionen är ett faktum och han söker hjälp genom att kontakta en gammal skolkamrat, Burkevits, står det klart att Vadim är en av dem som inte kommer att omfattas av det kommunistiska samhället.